# Gavião (futebolista)
Carlos Alberto Rodrigues Gavião, mais conhecido como Gavião (Itaqui, 2 de fevereiro de 1980), é um treinador e ex-futebolista brasileiro que atuava como volante. 

## Carreira

### Jogador
Iniciou sua carreira profissional no Grêmio em 1998. Jogou junto com Danrlei, Ronaldinho Gaúcho e Tinga.
Já no ano de 2003, seguiu para o Japão para atuar no Jubilo Iwata. 
Foi para o Santos em 2005, em seguida passou por diversas equipes, até encerrar a carreira de jogador no Pelotas, em 2011.

### Treinador
De agosto de 2011 até o início de 2012, dirigiu o Pelotas. No dia 30 de janeiro de 2012, após 3 derrotas seguidas no Campeonato Gaúcho, foi demitido do cargo, para dar lugar ao treinador Beto Almeida.
Em outubro de 2015, é contratado pelo Grêmio FBPA para comandar a equipe Sub-17.

## Títulos
Grêmio
- Campeonato Gaúcho: 1999, 2001
- Copa Sul: 1999
- Copa do Brasil: 2001

Jubilo Iwata
- Supercopa Japonesa: 2004